# Bow Wow
Shad Gregory Moss (Columbus, Ohio, 9 de Março de 1987), mais conhecido pelo nome artístico Bow Wow (anteriormente Lil 'Bow Wow ) é um rapper, ator e apresentador norte-americano. Seu álbum de estreia Beware of Dog foi lançado em 2000, sendo produzido por Jermaine Dupri. Seu primeiro contrato foi com a So So Def, e depois, o rapper assinou com a Cash Money Records de Bryan "Baby" Williams (Birdman).

## Biografia
Bow Wow nasceu em Columbus, Ohio , é filho de Teresa Rena Caldwell (née Jones) e Alfonso Preston Moss.  Aos três anos, despertou o interesse em hip-hop. Sob o apelido de "Kid Gangsta", ele começou a fazer sucesso de forma recreativa aos seis anos; Nessa idade, ele também era um fã da N.W.A . Em 1993 se apresentou em um concerto em Los Angeles , e foi notado pelo rapper Snoop Dogg, que posteriormente lhe deu o nome artístico de "Lil 'Bow Wow".

## Carreira musical

### 1998-2001: Início eBeware of Dog
Em 1998, com 12 anos, Bow Wow se reuniu com o produtor musical Jermaine Dupri, que o ajudou a começar sua carreira. Em 1999, a trilha sonora do filme Wild Wild West divulgou sua canção "The Stick Up" com o seu mentor Jermaine Dupri.  Aos 13 anos ele lançou seu primeiro álbum, intitulado Beware of Dog que obteve muito sucesso, sendo produzido por Jermaine Dupri. Seu single de estreia foi "Bounce with Me", contou com a participação do grupo feminino Xscape. O segundo single do rapper foi Bow Wow (That's My Name), que liderou as paradas de rap americana, a canção conta com a participação do rapper Snoop Dogg, seu álbum teve mais dois singles "Puppy Love" e "Ghetto Girls". Seu álbum foi certificado em ouro nos Países Baixos, duas vezes em platina nos Estados Unidos, e uma no Canadá. Em uma entrevista de 2009, o rapper afirmou que o álbum vendeu mais de 3 milhões de cópias desde o seu lançamento.

### 2002: Doggy Bag, Like Mike e mudança do nome artístico
Em 2002, lançou seu segundo álbum Doggy Bag, junto com o álbum foi liberado os singles "Take Ya Home" e "Thank You" com Jagged Edge, o álbum foi certificado em platina nos Estados Unidos, No mesmo ano Lil 'Bow Wow apresentou a faixa "Basketball" direcionada para a trilha sonora de seu filme ''Like Mike''. Em Abril de 2002 retirou o Lil de seu nome artístico ficando somente Bow Wow. Em 2002 interpretou Calvin o papel principal no filme Like Mike, o filme foi lançado em 3 de Julho de 2002.

### 2003-06:Unleashed, WantedeeThe Price of Fame
O primeiro álbum lançado sob seu novo nome foi o Unleashed em 2003. Seu primeiro single foi "Let's Get Down" com  a participação do rapper Birdman o fundador da gravadora Cash Money Records. O segundo single foi "My Baby", com a participação do grupo de R&B Jagged Edge. Ao contrário de seus álbuns anteriores, este não foi produzido por Jermaine Dupri. O álbum foi certificado ouro em 25 de setembro de 2003.

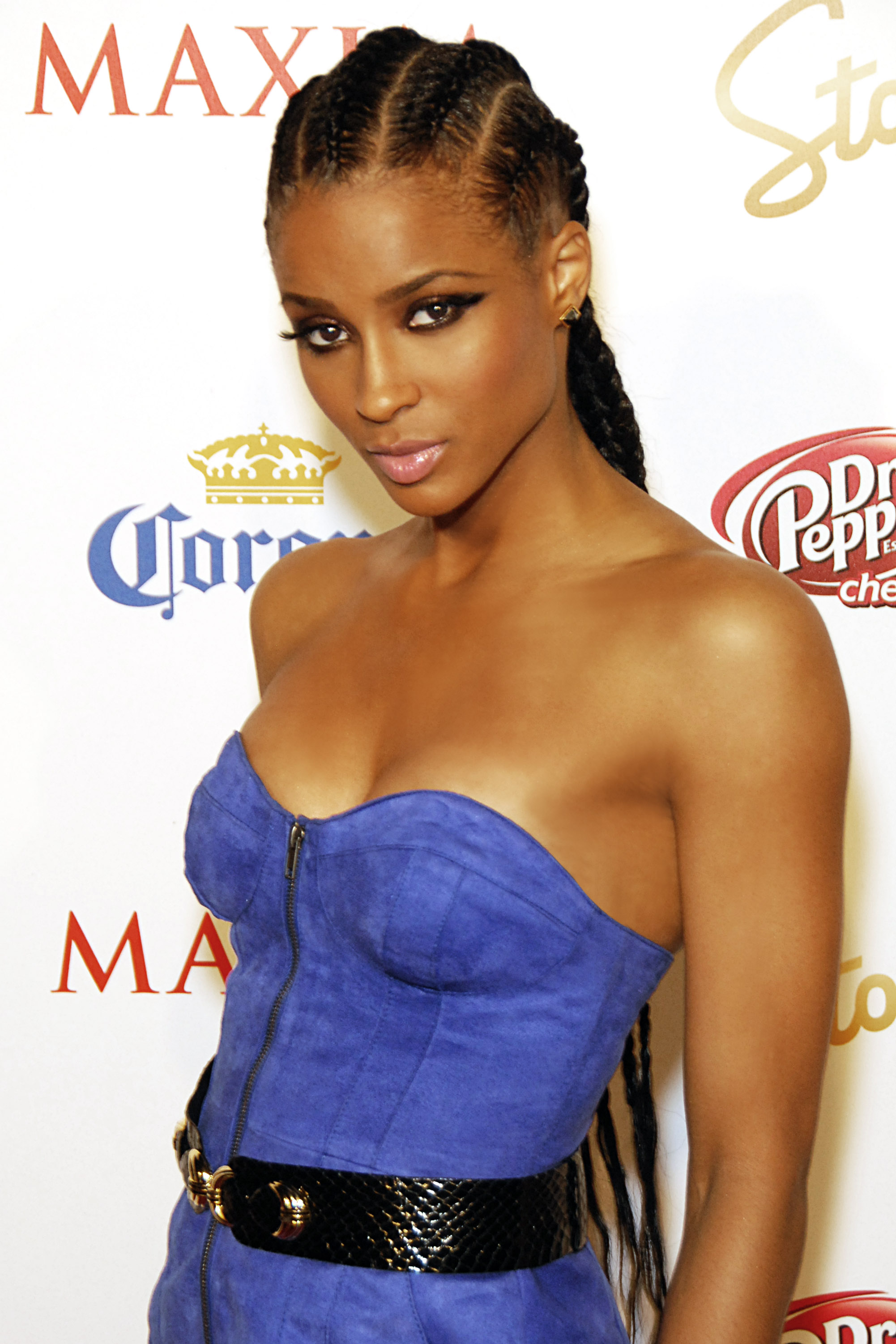
Bow Wow teve um breve relacionamento com a cantora Ciara

Seu quarto álbum Wanted, foi lançado em 12 de julho de 2005 pela Columbia Records, vendendo cerca de 120 mil cópias na primeira semana. O álbum foi certificado em platina pela Recording Industry Association of America (RIAA) por vender mais de um milhão de cópias nos Estados Unidos. Sendo foi o primeiro álbum de Bow Wow a conter palavrões não censurados
Seu primeiro single foi "Let Me Hold You", com Omarion (a primeira colaboração que eles fizeram juntos), a canção foi co-escrito e co-produzido por Jermaine Dupri, o single alcançou o 1 lugar no na parada de rap. O videoclipe da música foi dirigido por Bryan Barber, em 14 de maio de 2006, a música foi certificada em platina, pela venda de milhares copias em toda America do norte. 
O single seguinte, "Like You", com a cantora Ciara, coincidiu com o início do relacionamento de Bow Wow com a cantora. A canção escrita por Jermaine Dupri e Johnta Austin, e produzida por Dupri e Bryan Michael Cox.  "Like You" permanece sendo o maior hit de Bow Wow, Like You foi lançado como o segundo single do álbum e alcançou a terceira posição na Billboard Hot 100 e a primeira no top R&B da mesma parada. É o segundo single de Bow Wow a chegar a um top 10 e o quinto de Ciara. O single foi certificado em platina. Bow Wow terminou seu relacionamento com Ciara em 2006.
Em 2006, The Price of Fame foi lançado, o primeiro single do álbum foi "Shortie Like Mine", o single tem a participação do cantor Chris Brown. O segundo single foi "Outta My System",e contou com participação do rapper T-Pain. The Price of Fame foi certificado em ouro.

### 2007–09: Face Off e New Jack City II
Bow Wow e Omarion lançaram um álbum colaborativo em 11 de dezembro de 2007 intitulado, Face Off. O primeiro single foi "Girlfriend" alcançou a 33º posição na Billboard Hot 100, O álbum foi certificado em ouro. O segundo single foi " Hey Baby (Jump Off) ". Em 22 de novembro de 2008 ele lançou seu primeiro Mixtape chamado Half Man, Half Dog Vol. 1, e o Volume 2 em 10 de fevereiro de 2009. New Jack City II seu sexto álbum foi lançado em março de 2009, foi seu primeiro álbum a incluir uma Parental Advisory. O álbum gerou  três singles promocionais foram lançados no final de 2008: " Marco Polo " com Soulja Boy , "Big Girls", e "Roc The Mic". O primeiro single oficial foi " You Can Get It All " com Johnta Austin. Em 16 de agosto, Bow Wow anunciou sua assinatura com a Cash Money Records , juntando com os artistas Nicki Minaj , Drake , Lil Wayne e Birdman , entre outros.

### 2010–presente:Underrated

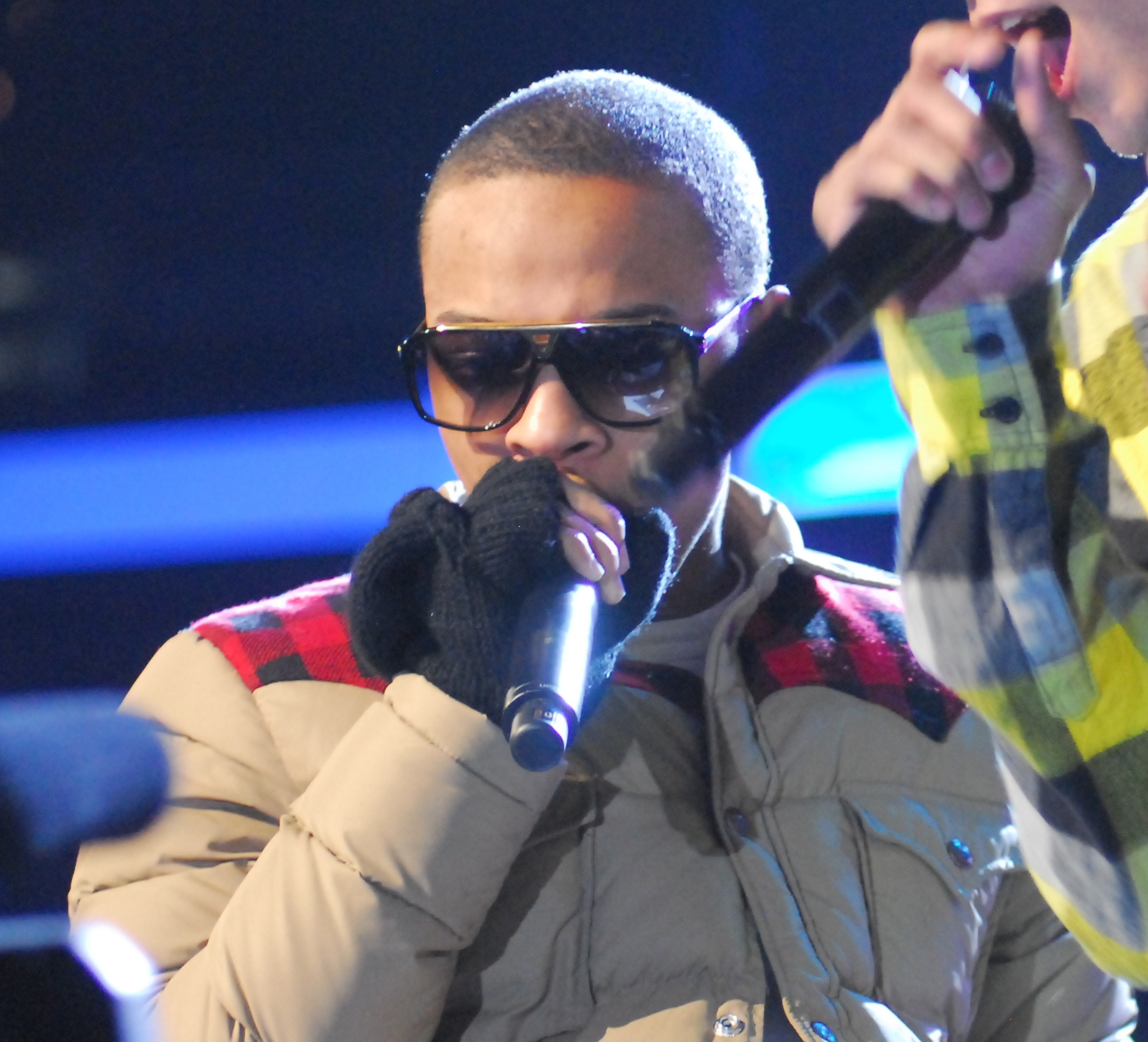
Bow Wow em 2009

Em 2010 Bow Wow anunciou que o título de seu novo álbum Underrated, lançado pela Cash Money Records. Em 1 de novembro de 2010, Bow Wow lançou o primeiro single promocional do álbum intitulado; "Ain't Thinkin Bout You" com Chris Brown, duas semanas depois de seu lançamento, ele atingiu 1º lugar na parada de hip hop e manteve-se em 1º lugar durante 3 dias.  Em 2 de junho de 2011, anunciou que o primeiro single do álbum séria "I'm Da Man", e contaria com a participação de Chris Brown novamente.
Em maio de 2015, com seu álbum muito atrasado com a Cash Money ainda sem data de lançamento, Bow Wow anunciou que tinha amigavelmente deixado a Cash Money Records, para que ele possa seguir em frente com sua carreira musical. Em 27 de setembro 2015, Bow Wow tinha assinado com Diddy para assinar com a gravadora Bad Boy Records . 

## Vida pessoal

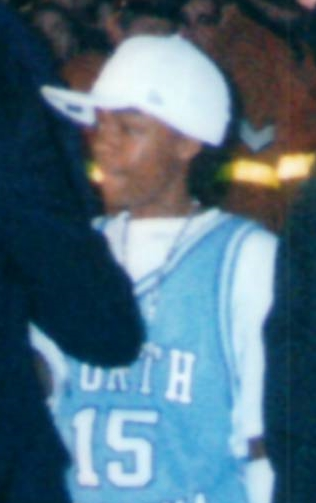
Bow Wow at MuchMusic Video Awards 2002.

Sua família apoiou sua escolha na música como uma carreira. Bow Wow agora vive em Atlanta, Georgia junto com sua mãe, que já era dona de uma loja de roupas na área de Atlantic Station em Atlanta. Em 7 de julho de 2011, Bow Wow revelou que tem um filho, e tinha mantido em segredo para manter vida pessoal privada.

## Discografia

### Álbuns
- 2000: Beware of Dog
- 2001: Doggy Bag
- 2003: Unleashed
- 2005: Wanted
- 2006: The Price of Fame
- 2009: New Jack City II
- 2007: Face Off
- 2011: Underrated
- 2012: Look at me Now it
- 2021: Before 30

## Filmografia

### Filmes
| Ano       | Título                                | Personagem                                     |
| --------- | ------------------------------------- | ---------------------------------------------- |
| 2001      | Carmen: A Hip Hopera                  | Jalil                                          |
| 2002      | Amigos por acaso                      | Kelly                                          |
| 2002      | Pequenos Grandes Astros               | Calvin Cambridge                               |
| 2003-2004 | Johnson Family Vacation               | D.J. Johnson                                   |
| 2005      | Ritmo Alucinante                      | Xavier "X" Smith                               |
| 2006      | Velozes e Furiosos: Desafio em Tóquio | Twinkie                                        |
| 2009      | Sessão de Furacões                    | Gary Davis                                     |
| 2010      | Bilhete de Loteria                    | Kevin Carson                                   |
| 2011      | Quem é Shad Moss                      | Shad Moss aka Bow Wow Big Madea's Happy Family |
| 2015      | Velozes & Furiosos 7                  | Twinkie                                        |
| 2020      | Velozes e Furiosos 9                  | Twinkie                                        |

### Na televisão
| Ano  | Título     | Personagem   | Notas                   |
| ---- | ---------- | ------------ | ----------------------- |
| 2015 | CSI: Cyber | Brody Nelson |                         |
| 2006 | Smallville | Baern        | Episódio "Fallout"      |
| 2008 | Ugly Betty | Ele mesmo    | Episódio "Zero Worship" |
| 2008 | Entourage  | Charlie      |                         |
| 2012 | 106 & Park | Ele Mesmo    |                         |